# Лажанський міст
Лажанський міст (пол. Most w Łażanach) — колишній міст, що утворює переправу через річку Стжеґомка, розташований у селі Лажани, перший чавунний міст у континентальній Європі.
Міст був каркасною, однопрогоновою, арковою конструкцією з прольотом 12,55 м, висотою 2,80 м, шириною 5,70 м і вантажністю 6 т, з'єднаною між собою болтами, мав п'ять арок довжиною 15 м при прольоті 1,35 м і загальною вагою 40 т.